# Kozure Ōkami
Kozure Ōkami (子連れ狼 lit. El lobo solitario y su cachorro?) es una serie de manga escrita por Kazuo Koike e ilustrada por Goseki Kojima. Kozure Ōkami cuenta la historia de Ogami Ittō, antiguo kaishakunin, un asistente en el seppuku de nobles condenados por el shōgun, que emplea la dōtanuki. Es deshonrado por una falsa acusación del clan Yagyū y forzado a tomar el camino del asesinato. Junto a su pequeño hijo Daigorō, de tres años, planea vengarse del clan Yagyū. El manga ha recibido adaptaciones a seis películas y varias series de televisión, entre otras cosas.

## Argumento
El gran guerrero y maestro del Suio Ryu Ogami Ittō se había convertido en el verdugo del shōgun, el Kogi Kaishakunin, una posición de gran poder usada por el Shogunato Tokugawa (junto con el oniwaban y los asesinos) para reforzar el poder del Shogun sobre los daimyō o señores feudales. Para aquellos samuráis y señores feudales a quienes se les ordenó que cometieran el seppuku, el Kogi Kaishakunin les ayudaría con sus muertes decapitándolos para aliviar el dolor de cortar sus propios estómagos. Como era impensable que una persona de menor rango actuara como Kaishakunin para un noble, al Kogi Kaishakunin le fue dado un rango y se le permitió usar el emblema de shogunato, en efecto actuando en lugar del shōgun.
Poco después del nacimiento de su hijo Ogami Daigorō, Ogami Ittō regresó a su hogar para encontrar a su esposa Azami y a todos sus sirvientes brutalmente asesinados, y sólo su recién nacido hijo Daigorō vivo. Todos fueron supuestamente asesinados por tres antiguos samuráis de un clan disuelto, cuyo señor feudal había sido ejecutado por Ogami Ittō. Sin embargo, todo fue planeado para agraviar a Ogami Ittō, poniendo una tablilla funeraria (ihai) con el emblema del shōgun en la capilla de la familia de Ittō (representando el deseo de Ogami de la muerte del shōgun). Esto haría de Ittō un criminal y debería abandonar su puesto de Kogi Kaishakunin. La trampa fue planeada por Ura-Yagyū, Yagyū Retsudō, líder del clan Yagyū, con el fin de obtener el puesto de Ogami para el clan Yagyū.
El niño de 1 año Daigorō fue obligado a elegir por su padre: una pelota o una espada. Si Daigorō elegía la pelota, su padre lo hubiera matado, enviándolo con su difunta madre; sin embargo, el niño gateó hacia la espada. Esto significó que tomaría el camino del rōnin, viviendo con su padre como demonios - el equipo de asesinos a sueldo que se darían a conocer como «el lobo solitario y su cachorro», jurando destruir el clan Yagyū para vengar a su esposa y su desgracia. En meifumadō, el camino maldito hacia la venganza, Ogami Ittō y su hijo, Daigorō, se topan con numerosos encargos, encontrándose (y asesinando) a todos los hijos de Yagyū Retsudō y más tarde peleando con el mismo Retsudō. El primer duelo entre Ogami Ittō y Yagyū Retsudō constó de 178 paneles -- uno de los más largos duelos publicados en cómics y mangas.
Antes de su duelo final con Yagyū Retsudō, Ittō fue atacado por los últimos ninja de élite del clan Yagyū, los Hierbas. Su espada fue dañada por la visita de un miembro de los Hierbas disfrazado de pulidor de espadas antes del último enfrentamiento con los Hierbas. Fue herido seriamente y esto lo llevaría a perder en su duelo con Retsudō. Después de eliminar a cada ninja, Ittō y su destrozada dōtanuki se encontraron con Yagyū y su lanza. Su voluntad de matar a Yagyū lo impulsó pero su lastimado y agotado cuerpo dejarían a Ittō a suerte. En el medio de la pelea el espíritu de Ittō abandonó su cuerpo luego de una vida desgastante y violenta. Ittō fue incapaz de destruir a su más grande enemigo y su camino por el meifumadō terminó. La historia termina con el hijo de Ittō, Daigorō, tomando la lanza y embistiendo enfurecido. Retsudō abre sus brazos, descuidando toda defensa, y le permite a Daigorō penetrar su cuerpo con la lanza. Abrazando a Daigorō en lágrimas, Yagyū Retsudō le dice "Nieto de mi corazón", cerrando el ciclo de venganza y odio entre los clanes, y concluyendo la épica.

## Manga
Cuando Kozure Ōkami fue lanzado por primera vez en Japón en 1970, se hizo muy popular (Unas 8 millones de copias vendidas sólo en Japón) por su poderosa y épica historia samurái y por su dura y oscura descripción de la violencia durante shogunato Tokugawa en Japón. La historia duró 28 tomos de manga, con más de 300 páginas cada una (cerca de 8700 páginas en total).
Kozure Ōkami fue inicialmente lanzado en Norteamérica por First comics en 1987, como una serie mensual de 64-128 páginas, con portadas de Frank Miller, y luego de Bill Sienkiewicz y Matt Wagner. Las ventas fueron inicialmente positivas, pero cayeron junto con la compañía. First comics cerró en 1991 sin completar la serie, publicando menos de un tercio del total de la serie. Sin embargo, en el 2000, Dark Horse Comics comenzó a lanzar la serie completa en un formato de menor tamaño, completando la serie con el volumen Nº28 en el 2002. Dark Horse reutilizó todas las portadas de Miller de la edición de First Comics, así como también varias hechas por Sienkiewicz, y les encargó a Wagner y Guy Davis que produzcan nuevas portadas. Mike Ploog, Ray Lago y Vince Locke también contribuyeron portadas para las traducciones inglesas de la serie.
En el 2002, una versión "reimaginada" de la historia, Lone Wolf 2100 fue creada por el escritor Mike Kennedy y el artista Francisco Ruiz Velasco con la participación indirecta de Kazuo Koike. La historia es una visión, de estilo posapocalíptica, sobre la historia con algunas diferencias. Por ejemplo, el cachorro es una mujer y los escenarios recorren el mundo entero. La historia de Daisy Ogami, hija de un científico de renombre, e Ittō, el guardaespaldas de su padre y subsecuente protector mientras intentan escapar de los planes de la corporación Cygnat Owari no fue recibida tan bien como la historia original.
Dark Horse anunció en la convención New York Comic Con que ha adquirido la licencia de Shin Kozure Ōkami, la secuela de Kozure Ōkami realizada por Kazuo Koike y Hideki Mori. Está protagonizada por Daigorō en la línea temporal que da continuación a la historia original.

### Títulos del manga
| 1. The Assassin's Road 2. The Gateless Barrier 3. The Flute of the Fallen Tiger 4. The Bell Warden 5. Black Wind 6. Lanterns For the Dead 7. Cloud Dragon, Wind Tiger | 8. Chains of Death 9. Echo of the Assassin 10. Hostage Child 11. Talismán of Hades 12. Shattered Stones 13. Moon in the East, Sun in the West 14. Day of the Demons | 15. Brothers of the Grass 16. Gateway into Winter 17. The Will of the Fang 18. Twilight of the Kurokuwa 19. The Moon In Our Hearts 20. A Taste of Poison 21. Fragrance of Death | 22. Heaven & Earth 23. Tears of Ice 24. In These Small Hands 25. Perhaps in Death 26. Struggle in the Dark 27. Battle's Eve 28. The Lotus Throne |

### En español
| 1. El Camino del Asesino 2. La Barrera sin Puerta 3. La Flauta del Tigre Muerto 4. El Cuidador de la Campana 5. Viento Negro 6. Linternas para los Muertos 7. Dragón de las Nubes, Tigre del Viento | 8. Cadenas de la Muerte 9. Eco del Asesino 10. Niño Rehén 11. Talismán del Hades 12. Piedras Destrozadas 13. Luna en el Este, Sol en el Oeste 14. Día de los Demonios | 15. Hermanos del Césped 16. Entrada al Invierno 17. La Voluntad del Colmillo 18. Crepúsculo del Kurokuwa 19. La Luna en nuestros Corazones 20. Una probada de Veneno 21. Fragancia de la Muerte | 22. Cielo y Tierra 23. Lágrimas de Hielo 24. En Estas Pequeñas Manos 25. Quizás en la Muerte 26. Lucha en la Oscuridad 27. Víspera de la Batalla 28. El Trono del Loto |

## Películas
Un total de 7 películas de El lobo solitario y su cachorro con Tomisaburo Wakayama como Ogami Ittō se han filmado basados en el manga. También son conocidas como la serie Sword of Vengeance, basado en el título en inglés para su primera película, y más tarde como Baby Cart, porque Daigorō viaja en un coche de bebé empujado por su padre. Las primeras películas, dirigidas por Kenji Misumi, fueron lanzadas en 1972 y producidas por Shintaro Katsu, el hermano de Tomisaburo Wakayama, y la estrella de las 26 entregas de la serie de películas Zatōichi. Shogun Assassin (1980) fue lanzado como una compilación para la audiencia estadounidense, editado principalmente desde el segundo film, con 11 minutos de película de la primera entrega. También, el tercer film, Lone Wolf and Cub: Baby Cart to Hades fue relanzado en formato DVD en los EE. UU. bajo el nombre de Shogun Assassin 2: Lightning Swords of Death. Las siguientes tres películas fueron producidas por el mismo Wakayama y dirigidas por Buichi Saito, Kenji Misumi y Yoshiyuki Kuroda, lanzadas en 1972, 1973 y 1974 respectivamente.
| N.º | Título en español                                                              | Año  | Original en japonés               | Romanización                                  | Título de lanzamiento en EE. UU.                                                                         |
| --- | ------------------------------------------------------------------------------ | ---- | --------------------------------- | --------------------------------------------- | --- |
| 1   | El lobo solitario y su cachorro: niño y maestría de alquiler                   | 1972 | 子連れ狼 子を貸し腕貸しつかまつる | Kozure Ōkami: Kowokashi udekashi tsukamatsuru | Lone Wolf and Cub: Sword of Vengeance                                                                    |
| 2   | El lobo solitario y su cachorro: coche de bebé en el río Estigia               | 1972 | 子連れ狼 三途の川の乳母車         | Kozure Ōkami: Sanzu no kawa no ubaguruma      | Lone Wolf and Cub: Baby Cart at the River Styx                                                           |
| 3   | El lobo solitario y su cachorro: coche de bebé en el Hades                     | 1972 | 子連れ狼 死に風に向う乳母車       | Kozure Ōkami: Shinikazeni mukau ubaguruma     | Lone Wolf and Cub: Baby Cart to Hades también conocida como Shogun Assassin 2: Lightning Swords of Death |
| 4   | El lobo solitario y su cachorro: el corazón de un padre, el corazón de un hijo | 1972 | 子連れ狼 親の心子の心             | Kozure Ōkami: Oya no kokoro ko no kokoro      | Lone Wolf and Cub: Baby Cart in Peril alias Shogun Assassin 3:Slashing Blades of Carnage                 |
| 5   | El lobo solitario y su cachorro: Meifumadō                                     | 1973 | 子連れ狼 冥府魔道                 | Kozure Ōkami: Meifumando                      | Lone Wolf and Cub: Baby Cart in the Land of Demons alias Shogun Assassin 4:Five Fistfuls of Gold         |
| 6   | El lobo solitario y su cachorro: ¡ahora vamos al infierno, Daigorō!            | 1974 | 子連れ狼 地獄へ行くぞ!大五郎      | Kozure Ōkami: Jigoku e ikuzo! Daigoro         | Lone Wolf and Cub: White Heaven in Hell                                                                  |
| 7   | Shogun Assassin                                                                | 1980 | Lanzamiento estadounidense        |                                               | |
| 8   | Kozure Ōkami: Sono Chiisaki Te ni                                              | 1993 | 子連れ狼 その小さき手に           | Kozure Ōkami: Sono Chiisaki Te ni             | Lone Wolf and Cub: Final Conflict                                                                        |

Las películas son famosas por la increíble cantidad que se muestra de violencia estilizada. De hecho, después del segundo film, cada película alcanzaría el clímax con Ogami masacrando a un ejército entero él solo.
Las películas son muy similares al manga. Paneles enteros del manga son recreados con detalle perfectamente a través de toda la serie de películas.

## Influencia
A causa de su inmensa popularidad en Japón y su condición de cómic de culto en Occidente, el manga y sus adaptaciones al cine han tenido un impacto duradero en la cultura de Japón y el resto del mundo.
El estilo de El lobo solitario y su cachorro y del propio Kazuo Koike ha tenido una fuerte influencia en otros mangas a través de la romantización del personaje del rōnin, samurái que carece de un señor y como solitario vagabundo sigue su propio código. Títulos similares en espíritu se incluyen Black Jack de Osamu Tezuka y el posterior Rurouni Kenshin de Nobuhiro Watsuki. También tuvo influencia en cómics americanos, el más notable es Frank Miller con su Sin City y Ronin y Max Allan Collins en su serie Road to Perdition.
También existen referencias a El lobo solitario y su cachorro en la cultura popular:
- En Kill Bill Vol. 2 hacia el final, la protagonista y su hija ven Shogun Assassin.
- En el videojuego Puyo Pop Fever aparece un personaje llamado "Kozure Franken", el cual es un monstruo de Frankenstein que lleva a su bebé en un carrito.
- En el videojuego Final Fantasy X aparece un personaje samurái llamado Yojimbo que puede ser empleado para atacar a los enemigos de los jugadores. Además de que uno de los ataques del perro que acompaña a Yojimbo se llama Daigoro, haciendo referencia al cachorro de la aclamada serie.
- La serie de televisión Samurai Jack hace referencia a El lobo solitario y su cachorro.
- En el cómic Usagi Yojimbo aparecen un par de personajes llamados "Cabra solitaria y su niño". Cabra Solitaria es un asesino llamado Yagi que viaja con un carrito de bebé repleto de resortes ocultos con armas en el que va su hijo, Gorogoro.
- El anime Samurai Champloo tiene numerosas referencias y cameos.
  - Hacia el final del episodio 22 de Samurai Champloo, ambos Ogami Ittō y Daigorō aparecen cuando un meteorito impacta sobre la tierra. Daigoro dice: "¡Mira, una seta!" refiriéndose a la nube de escombros dejada por el impacto.
- El lobo solitario y su cachorro sirvió de inspiración para Dark Horse Comics' que creó Lone Wolf 2100, escrito por Mike Kennedy, con los dibujos de Francisco Ruiz Velazco.
- En el juego Garou Densetsu, donde Terry Bogard tiene que criar al hijo del hombre que mató a su padre. Terry ya es conocido como el lobo solitario debido a su pasado, pero el hecho de tener que cuidar de un niño puede terminar de marcar la vida de este personaje. Reflejando esta situación en la historia del lobo solitario y su cachorro se puede pensar que de esta forma se estará completando el ciclo del Lone Wolf de los videojuegos.
- En el animé Gintama hay un capítulo en que pasa un "lobo" llevando el carrito con su hijo, en clara referencia a Kozure Okami.
- La serie The Mandalorian narra la aventura de un guerrero que viaja con un niño pequeño que va casi siempre en una silla de bebé, aunque en clave de fantasía y ciencia ficción.

## Videojuegos
En 1987, los fabricantes de videojuegos Nichibutsu lanzó un juego Beat 'em Up sólo en Japón llamado Kozure Ookami. El jugador guía a Ogammi Ittō a través de un ejército de asesinos mientras lleva a Daigorō en su espalda. Un powerup en forma de coche de bebé le permite a Ogammi Ittō derrotar a sus enemigos con bolas de fuego. El juego está considerado como una rareza por la Video Arcade Preservation Society (Sociedad de Preservación de Video Arcades) ya que no se conoce a ningún propietario del juego. Aun así está disponible en forma de ROM para el MAME.